# Lauriston (Nouvelle-Zélande)
La ville de Lauriston  est une localité peu peuplée de la région de Canterbury située dans l’Île du Sud de la Nouvelle-Zélande.

## Situation
Elle est localisée dans la  plaine de Canterbury au sud du fleuve Rakaia, à quelque 20 km à l’intérieur des terres par rapport à la ville de Rakaia.

## Toponymie
Elle fut dénommée d’après l’un des pionniers de la région, qui s’appelait Laurie .